# De Roy (cratère)
Pour les articles homonymes, voir De Roy.
De Roy est un cratère d'impact situé sur la face cachée de la Lune. Il est parfois visible selon les librations de la Lune. À l'ouest, se trouve le cratère Arrhenius et à l'est le cratère Boltzmann. Le cratère De Roy est érodé avec un contour irrégulier. Plusieurs petits craterlets ont touché le sol intérieur du cratère.
En 1970, l'union astronomique internationale a donné le nom de l'astronome belge, Felix De Roy à ce cratère lunaire.

## Cratères satellites

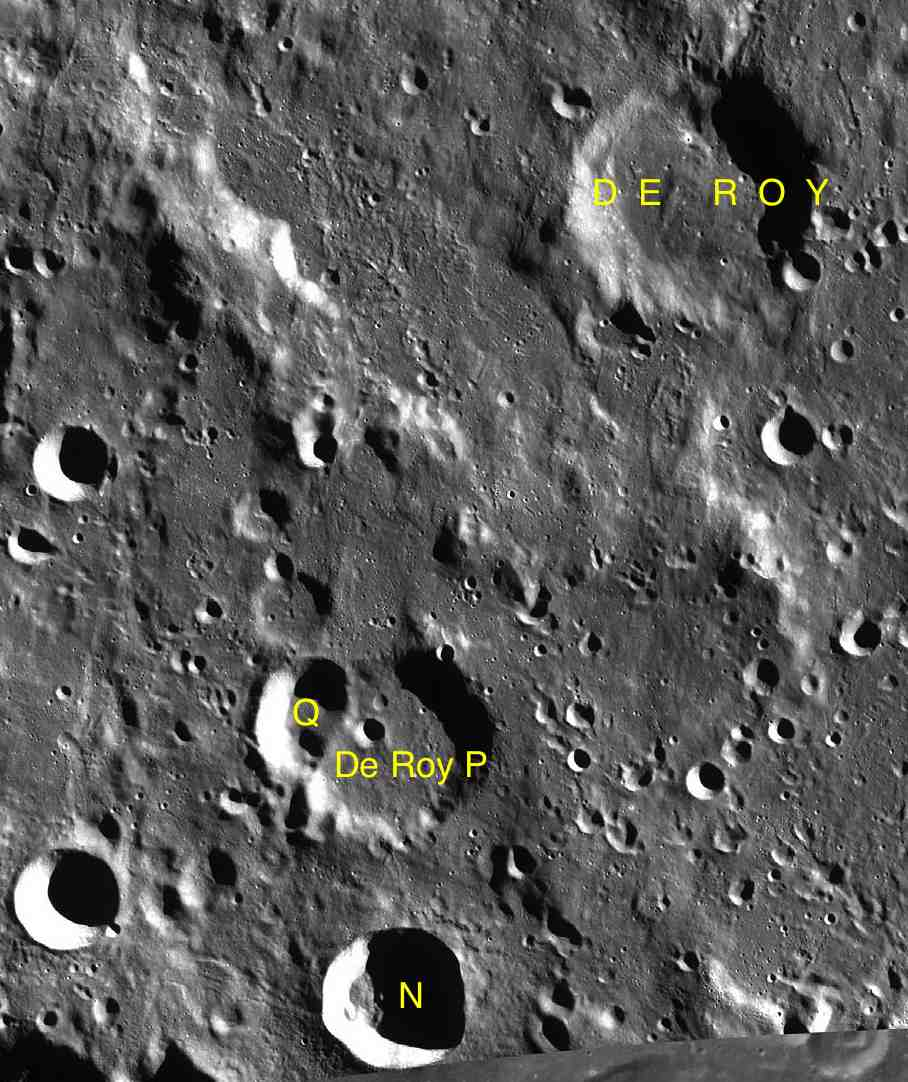
Carte des cratères satellites de De Roy.

Les cratères dit satellites sont de petits cratères craterlets situés à proximité du cratère principal, ils sont nommés du même nom mais accompagné d'une lettre majuscule complémentaire (même si la formation de ces cratères est indépendante de la formation du cratère principal). Par convention ces caractéristiques sont indiquées sur les cartes lunaires en plaçant la lettre sur le point le plus proche du cratère principal. Liste des cratères satellites de De Roy :
| De Roy | Latitude | Longitude | Diamètre |
| ------ | -------- | --------- | -------- |
| N      | 59.7° S  | 103.1° W  | 26 km    |
| P      | 58.4° S  | 102.4° W  | 35 km    |
| Q      | 58.1° S  | 103.6° W  | 22 km    |

Le cratère satellite « De Roy X » a été renommé Chadwick.